# Tiene arreglo
Tiene arreglo fue un programa de televisión  dirigido por Mercedes Franco y presentado por Toñi Moreno, Jesús Toral y Fernando Díaz de la Guardia. Se emitió desde septiembre de 2011 de lunes a viernes, en Canal Sur 1, hasta diciembre de 2014.

## Historia[1]
Tiene arreglo comenzó sus emisiones en septiembre de 2011 sustituyendo al programa Mira la vida. Fue dirigido por Mercedes Franco y presentado por Toñi Moreno que dejó de presentar 75 minutos para incorporarse a éste. A partir del verano de 2012, Jesús Toral, reportero del programa, se convirtió en presentador sustituto de Toñi Moreno, durante las siguientes temporadas.
El programa obtuvo buenos datos de audiencia por lo que Canal Sur TV decidió emitirlo los lunes en prime time ( horario de máxima audiencia) además de mantener versión diaria de lunes a viernes.
En septiembre de 2013, Toñi Moreno anunció que se despedía de Tiene arreglo para irse a Madrid a presentar su versión nacional, Entre todos, en La 1 de Televisión Española. A partir de este momento, Tiene arreglo fue conducido posteriormente por Fernando Díaz de la Guardia y dirigido por Mercedes Franco hasta su final.
A partir de la cuarta temporada se le cambió el nombre pasando a ser La mañana tiene arreglo.
El miércoles 31 de diciembre de 2014, Canal Sur TV decidió que sería el último programa poniendo punto final a un gran programa. A partir de enero de 2015, empieza un programa presentado también por Fernando Díaz de la Guardia pero empezando de lunes a viernes a partir de las 12:15 y finalizando a las 13:50 llamado A Diario, aunque actualmente empieza de 11:00 a 13:55.

## Descripción
En el programa aparecen andaluces necesitados de dinero exponiendo sus problemas para que los espectadores puedan decidir donarles dinero con el fin de ayudarles. Al igual que su versión a nivel nacional (Entre todos) ha recibido críticas entre los que consideran que a promueve la caridad como solución a las carencias del estado del bienestar.
Los responsables de Tiene arreglo acusaron a Entre todos de "competencia desleal" y plagio ya que el programa de la televisión nacional tiene muchas similitudes de fondo y forma con el andaluz, pero la disputa se arregló con un acuerdo económico entre las dos cadenas.